# Straight selection sort
Het sorteeralgoritme straight selection sort zoekt in een lijst steeds de kleinste om die te verwisselen met het element dat volgt op het vorige dat bovenaan de lijst werd geplaatst. 
Deze misschien wat cryptische omschrijving laat zich het beste illustreren met een voorbeeld: de rij DCBA wordt eerst door verwisseling van het eerste element D en het kleinste element A ACBD, daarna door verwisselen van het tweede element C en het kleinste resterende element B ABCD, en daarna verandert er niets meer.
Het aantal benodigde vergelijkingen bij een rij van lengte n is (n-1) + (n-2) + … + 1. Het aantal benodigde verwisselingen is maximaal n-1.

## Implementaties

### Implementatie in Java
Het onderstaand Java-codefragment sorteert de array asKey alfanumeriek op basis van Straight Selection:
```
for
 
(
int
 
i
=
 
0
;
 
i
 
<
 
asKey
.
length
 
-
 
1
;
 
i
++
){

    
String
 
sMin
=
 
asKey
[
i
]
;
 
// kleinste string (voorlopig)

    
int
 
iMin
=
 
i
;
 
// index van de kleinste string

    
for
 
(
int
 
j
=
 
i
 
+
 
1
;
 
j
 
<
 
asKey
.
length
;
 
j
++
){

        
if
 
(
asKey
[
j
]
.
compareTo
(
sMin
)
 
<
 
0
){

            
sMin
=
 
asKey
[
j
]
;

            
iMin
=
 
j
;

        
}

    
}

    
if
 
(
iMin
 
!=
 
i
){

        
/* de kleinste string staat niet op plaats i maar verderop */

        
asKey
[
iMin
]=
 
asKey
[
i
]
;

        
asKey
[
i
]=
 
sMin
;

    
}

}

```

### Implementatie in C
Een voorbeeld in C ("invoer" is de te sorteren array, "lengte" is het aantal elementen in de array):
```
void
 
straightselection
(
int
 
invoer
[],
int
 
lengte
){

  
int
 
i
,
j
,
kleinste
,
tijdelijk
;

  
for
(
j
=
0
;
j
<
lengte
-1
;
j
++
){

    
kleinste
=
j
;

    
for
(
i
=
j
+
1
;
i
<
lengte
;
i
++
){

      
if
(
invoer
[
i
]
<
invoer
[
kleinste
])
 
kleinste
=
i
;

    
}

    
if
(
kleinste
!=
j
){

      
tijdelijk
=
invoer
[
j
];

      
invoer
[
j
]
=
invoer
[
kleinste
];

      
invoer
[
kleinste
]
=
tijdelijk
;

    
}

  
}

}

```

### Implementatie inPython
In Python wordt dit:

#### Code
```
def
 
selectionsort
(
rij
):

   
for
 
i
 
in
 
range
(
len
(
rij
)):
        
       
min
 
=
 
i
                      
#Neem de eerste niet gesorteerde kaart als kleinste

       
for
 
j
 
in
 
range
(
i
,
 
len
(
rij
)):
 
#Overloop de rest van de niet-gesorteerde kaarten

           
if
 
rij
[
j
]
<
rij
[
min
]:

               
min
 
=
 
j
              
#Is er een kleinere, zet dan zijn positie als minimum

       
rij
[
i
],
 
rij
[
min
]
 
=
 
rij
[
min
],
 
rij
[
i
]
 
#Verwissel de i-de kaart met de kleinste kaart

```